# Фирово
Фирово (рус. Фирово) насељено је место са административним статусом варошице (рус. посёлок городского типа) на северозападу европског дела Руске Федерације. Налази се у северном делу Тверске области и административно припада Фировском рејону чији је уједно и административни центар.
Према проценама националне статистичке службе, у вароши је 2014. живело 2.237 становника.

## Географија
Фирово се налази у северном делу Тверске области, на Валдајском побрђу. Недалеко од вароши протиче река Граничнаја, притока реке Шлине и део басена Балтичког мора. Удаљен је око 200 километара северозападно од административног центра области града Твера.
Кроз варош пролази железница на линији Бологоје—Великије Луки.

## Историја
На месту данашње вароши налазило се село Фировка које се у летописима помиње још 1545. године, али које је касније престало да постоји. Као службена година оснивања насеља узима се 1902. када је на месту некадашњег села отворена железничка станица Фирово на деоници железнице која је ишла од Бологоја до Полоцка.
Садашњи административни статус Фирово носи од 1947. године.

## Демографија
Према подацима са пописа становништва 2010. у вароши је живело 2.433 становника, док је према проценама за 2014. ту живело 2.237 становника.
| 1939. | 1959. | 1970. | 1979. | 1989. | 2002. | 2010. | 2014.  |
| ----- | ----- | ----- | ----- | ----- | ----- | ----- | ------ |
| 1,564 | 3,158 | 3,244 | 2,700 | 3,070 | 2,837 | 2,433 | 2,237* |

Напомена: * према проценама националне статистичке службе.